# Поджукевич, Василий Петрович
Василий Петрович Поджукевич (1908—1984) — советский пловец и ватерполист. Неоднократный чемпион СССР. Заслуженный мастер спорта СССР (1939). Судья всесоюзной категории по плаванию и водному поло (1955).

## Биография
Родился 27 февраля 1908 года в Петербурге.
Выступал под флагом общества «Динамо» (Ленинград) с 1924 года.
Чемпион СССР (Всесоюзной спартакиады) 1928 года по плаванию на дистанции 3000 м вольным стилем и трижды серебряный призёр (400 и 1500 м вольным стилем и 400 м брассом). Был рекордсменом страны на дистанциях 400 и 1500 м вольным стилем (1927).
Успешно играл в водное поло. Чемпион СССР 1928, 1938—1940 годов, серебряный призёр (1925, 1934, 1945). Считался «сильнейшим центральным нападающим страны 30-40-х», новатором в технике игры и «непревзойдённым центром нападения первой сборной ватерпольной команды Советского Союза».
Участник Великой Отечественной войны. Служил в военно-морском флоте (штаб морской обороны Балтийского флота) и защищал Дорогу жизни, преподавал на кафедре физической подготовки высшего военно-морского училища имени Фрунзе. Награждён орденом Красной Звезды, медалями «За оборону Ленинграда» и «За трудовую доблесть». Капитан технической службы.
Воспитал известных пловцов, неоднократных чемпионов СССР П. Голубева, Г. Остен-Сакена, А. Либеля и др..
Был старшим тренером ленинградских ватерпольных команд ВМУЗ, ВМС, «Водник» и ЛМУ в 1946—1958. Под его руководством клуб ВМУЗ стал чемпионом СССР (1947), серебряным призёром (1946, 1948), клуб ВМС стал чемпионом в 1950 году. Был старшим тренером сборной СССР по водному поло на Олимпиаде 1952 года в Хельсинки.
Выпускник (1933) и преподаватель (1962—1976) Института физкультуры имени Лесгафта.
Дочь Марина стала известным тренером по плаванию.
Скончался в Ленинграде 20 июня 1984 года, похоронен на Южном кладбище.

## Награды
- Медаль «За трудовую доблесть» (27.04.1957) — «за успехи, достигнутые в деле развития массового физкультурного движения в стране, повышения мастерства советских спортсменов, и успешное выступление на международных соревнованиях»